# バイオパンク
バイオパンク（英: Biopunk, 「バイオテクノロジー」と「パンク」の混成語）はバイオテクノロジー（生物工学）に焦点をあてる、SFの二次的ジャンルである。サイバーパンクからの派生ではあるが、IT（情報工学）よりもむしろバイオテクノロジーの織り込みに焦点をあてている。バイオパンクは合成生物学と関わる。派生元はバイオハッカー、バイオテクノロジー系巨大企業、ヒトDNAを操る圧政的な政府機関というものを含んだサイバーパンクである。ほとんどはサイバーパンクの暗い雰囲気を踏まえつつ、一般にバイオパンクは遺伝子工学の暗黒面を吟味したり、バイオテクノロジーの低級な面を象徴したりする。

## 概要
バイオパンク（SF）は、サイバーパンクに深く関わっている二次的ジャンルである。近未来で（ほとんどは偶然に）組み換えDNAを発見したことから起きた、バイオテクノロジー革命の経過に焦点をあてている。 バイオパンクの物語は、たいてい人体実験から発生した個人や集団の奮闘を探っていく。そのディストピア的背景となっているのは、概して全体主義政府や巨大企業であり、彼らは種々のバイオテクノロジーを社会の操作や暴利獲得のための道具として悪用している。サイバーパンクとは異なり、バイオパンクはIT（情報工学）ではなく合成生物学に立脚している。脱サイバーパンク（postcyberpunk）作品と同様に、各個人を改造・強化しているのはふつうサイバーウェア（電脳技術）ではなく、遺伝子操作である。バイオパンク作品には共通して、「闇医者」（"black clinic"）という特徴がある。これは研究室・診療所や病院であり、違法・非規制または倫理的にうさんくさい生物学的改造や遺伝子工学の手術を行っている。多くのバイオパンク作品の特徴は、ウィリアム・ギブソンの『ニューロマンサー』という最初のサイバーパンク小説の一つに根ざしている。
著名なこの分野の作家の一人はポール・ディ・フィリッポである。しかしディ・フィリッポは、そのような物語をライボファンクと呼んだ。これは「ライボソーム」（"ribosome"）と「ファンク」（"funk"）の混成語である 。『ライボファンク：宣言集』（RIBOFUNK: The Manifesto）においてディ・フリッポは次のように述べた。
ディ・フィリッポの主張では、ライボファンクの先駆けに含まれるものとしてH・G・ウェルズの『モロー博士の島』やジュリアン・ハクスリーの『組織培養王』（The Tissue Culture King）、デイヴィッド・H・ケラーのいくつかの物語、デーモン・ナイトの『自然状態、その他』（Natural State and Other Stories）、フレデリック・ポールとC・M・コーンブルースの『グラヴィティ・プラネット』（Gravy Planet）、T・J・バスやジョン・ヴァーリイの小説、グレッグ・ベアの『ブラッド・ミュージック』やブルース・スターリングの『スキズマトリックス』がある。